# Буршье, Бартоломью, 3-й барон Буршье
Бароломью Буршье (англ. Bartholomew Bourchier; 1374 — 18 мая 1409) — английский аристократ, 3-й барон Буршье с 1400 года.

## Биография
Бартоломью Буршье принадлежал к знатному английскому роду, владения которого находились в Эссексе. Он был единственным сыном Джона Буршье, 2-го барона Буршье, и его жены Элизабет Коггешолл. В 1400 году Буршье унаследовал от отца земли и титул. С этого момента его регулярно вызывали в парламент как лорда Буршье, но в 1405 году он получил освобождение от службы по состоянию здоровья. В источниках нет упоминаний об участии Бартоломью в каких-либо военных походах.
Бартоломью Буршье был женат дважды. Первой его женой стала вдова Джона Саттона Маргарет (о её происхождении ничего не известно); второй — Идонея Ловет, вдова Джона Глеванта. Идонея родила дочь, Элизабет, к которой перешли родовые земли и титул. Элизабет была замужем за Хью Стаффордом, 1-м бароном Стаффордом, а потом за сэром Льюисом Робсартом, но детей не оставила, так что на ней угасла старшая ветвь рода.